# 黄山毛峰

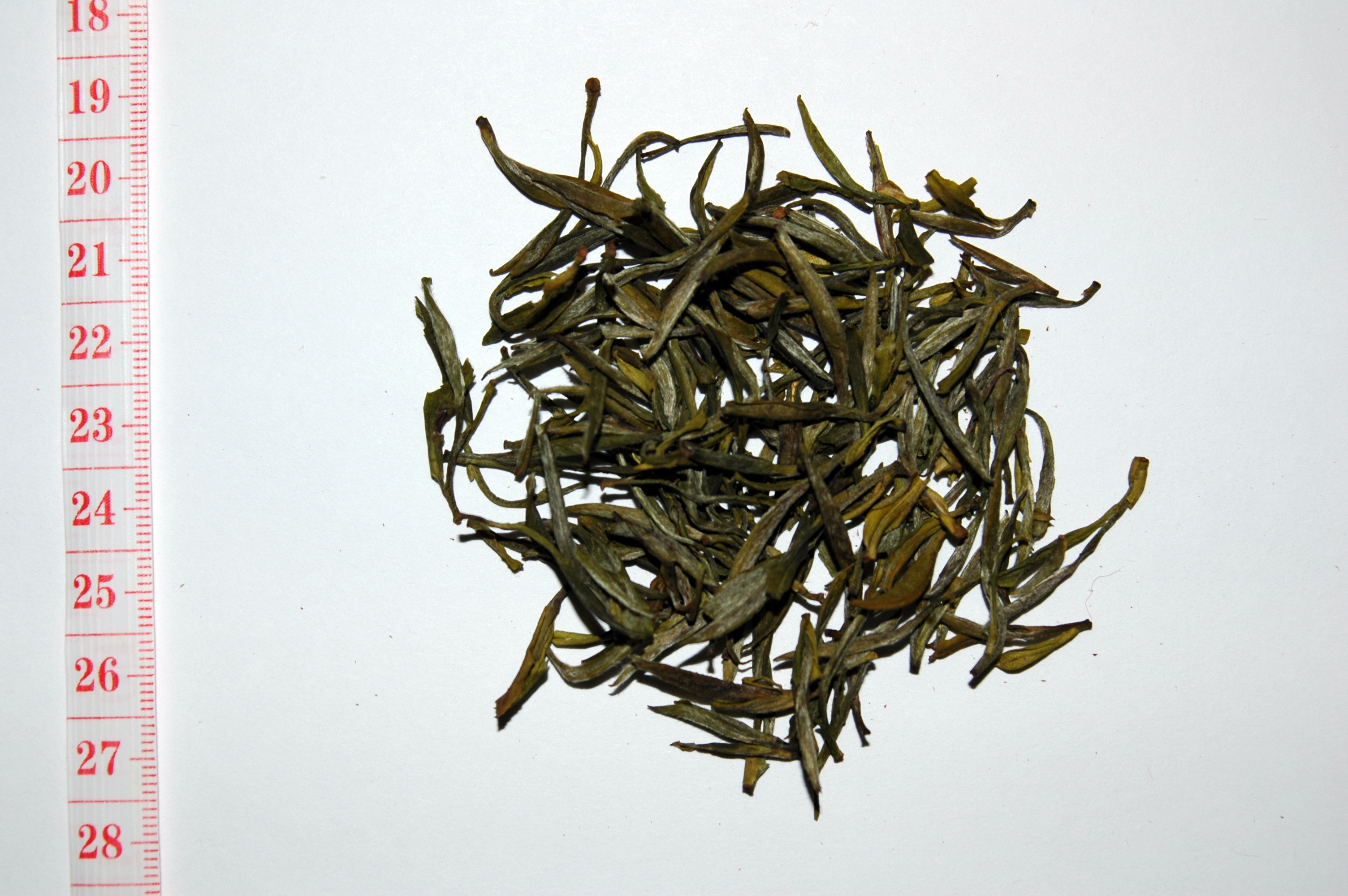
黄山毛峰

黃山毛峰，绿茶，是中國名茶， 由於其色、香、味、形俱佳， 品質風味獨特，1955年被中國茶葉公司評為全國“十大名茶” ，1982年又獲中國商業部“名茶”稱號，1983年獲中國外經貿部“榮譽證書” ，1986年被中國外交部定為“禮品茶”。
黃山毛峰產於中國安徽秀麗的黃山之中，在黄山风景区和毗邻的汤口、充川、岗村、芳村、扬村、长潭一带，其中桃花峰、云谷寺、慈光阁、钓桥庵、岗村、充川等的品质最好。 成茶外形細嫩扁曲，多毫有鋒，色澤油潤光滑，沖泡杯中霧氣繞頂，滋味醇甜，鮮香持久。
黄山毛峰是1875年由徽州商人谢正安在歙县富溪村研制成功。谢正安原本家境富裕，后因战乱躲进富溪村的充山源，为重振家业，自己带领家人照料茶园，采摘鲜叶，精心制作了一批形状如雀舌的茶叶，并运往上海销售。他以茶形命名，“白毫披身，芽尖似峰”，就名作黄山毛峰。
- 黄山毛峰茶 （页面存档备份，存于）